# Ulrich Reineking

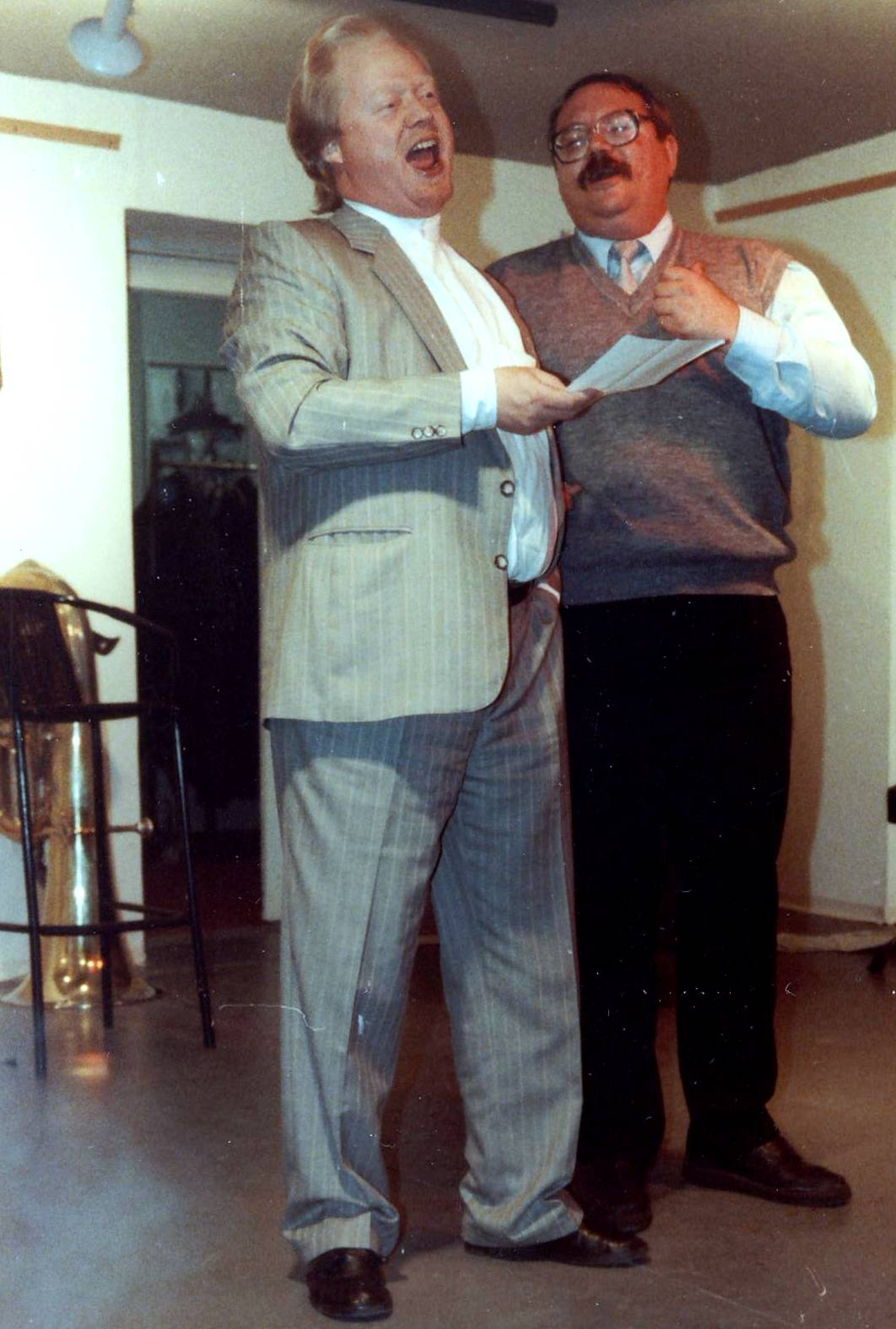
Ulrich Reineking (rechts) mit Jürgen Kropp in der GaDeWe Bremen, ca. 1988

Ulrich Reineking (* 7. Februar 1949 in Möllenbeck; † 4. Oktober 2009 in Rinteln) war ein deutscher Journalist und Kabarettist.

## Leben
Ulrich Reineking machte Abitur am Ernestinum Rinteln, studierte Theologie, Psychologie und Philosophie in Braunschweig und Berlin.
Als freier Journalist arbeitete er dann für Radio Bremen, die Schaumburger Zeitung und seit 1991 als Kolumnist für den Bremer Lokalteil der taz („Urdrüs wahre Kolumne“) und das Stadtmagazin Mix.
In Bremen gründete er das Kabarett der literarischen Gewalttätigkeiten. Die letzte Vorstellung (2. Oktober 2009) hatte das Thema „Sozialismus oder Barbarei: Die etwas andere Feier zum Tag der Einheit“. Seine letzten Worte in der taz waren: „Wir haben doch nur die Wahl zwischen Sozialismus und Barbarei. Ulrike Meinhof hat gesagt: ‚Wir können sie nicht dazu zwingen, die Wahrheit zu sagen. Aber wir können sie zwingen, immer unverschämter zu lügen.‘ Daran arbeite ich schon seit 50 Jahren.“

## Nachruf
Iris Hanika schrieb: „Natürlich litt er sein Leben lang unter Depressionen, aber zugleich war er gewaltig und groß im wahren Sprechen, in extremen Ansichten, in ausgefeilter Phantasie, im Hass auf alles Hassenswerte – und in der unerschütterlichen Liebe zu seinen Kindern und seinen Freunden.“